# Mohamed Araar
Mohamed Araar (en arabe : محمد عرعار) est un judoka algérien. 

## Carrière
Mohamed Araar est médaillé d'or dans la catégorie des moins de 71 kg aux Championnats d'Afrique de judo 1992 à Port-Louis. 
Aux Championnats du monde de judo 1993 à Hamilton, il est éliminé dès le premier tour par l'Ukrainien Ruslan Mashurenko.